# Katovice
Katovice là một chợ huyện thuộc huyện Strakonice, vùng Jihočeský, Cộng hòa Séc.